# 寧道夫
在英國作家托爾金奇幻小說的中土大陸裡，寧道夫（Nindalf）或威頓（Wetwang）沼澤位於艾明莫爾（Emyn Muil）以南、安都因河以東，受樹沐河（Entwash）的內陸三角洲濡養。死亡沼澤在寧道夫以東，也許是寧道夫沼澤的伸延部分。